# Tuba-Zangarija
Tuba-Zangarija (auch Tuba az-Zanghariyya; arabisch طوبه الزنغرية, DMG Ṭūba az-Zanġariyya, hebräisch טוּבָּא-זַנְגָרִיָּה Ṭūbā-Sangarijjah) ist eine von Beduinen vom Stamme der ʿArab al-Heib bewohnte Gemeinde mit dem Status des Lokalverbands im Nordbezirk Israels mit 6667 Einwohnern (Stand 2018).

## Geographie
Tuba-Zangarija liegt auf 250 Metern Höhe über dem Meeresspiegel in der Nähe des Jordans in der Chulaebene. Es liegt ca. 8,5 km östlich von Safed in der Nähe von Rosch Pina und des Kibbuz Kfar Hanassi. Die Golanhöhen beginnen 2 Kilometer östlich. Die Gemeinde besteht aus den Teilen ʿEin Tuba (Tuba-Quellen) und al-Zanghariyya und umfasst eine Fläche von 2.962 Dunam, ca. 2 Quadratkilometer. Vor dem Arabisch-Israelischen Krieg von 1948 hatte das Gebiet von al-Zanghariyya alleine eine Fläche von 27.918 Dunam.

## Geschichte
Die Beduinenstämme der ʿArab al-Zanghariyya und ʿArab al-Heib lebten bis zum Jahre 1903 mit ihren Herden in Zelten am Tuba Brunnen beziehungsweise in steinernen Häusern. Die Beduinen vom Stamme al-Heib hatten bereits seit langer Zeit gute Beziehungen zu den jüdischen Siedlern, die seit den 1880er Jahren sich in den Randgebieten der Chulaebene ansiedelten. Während des Araberaufstands der Jahre 1936 bis 1939 halfen sie den jüdischen Siedlern in ihren Verteidigungsbemühungen. 1948 bildeten sie eine Allianz mit der Hagana zur Verteidigung von Ober-Galiläa gegen die eindringenden syrischen Truppen. Einige von ihnen bildeten eine Spezialeinheit mit der Palmach, die Pal-Heib.
Am 4. Mai 1948, noch vor der Unabhängigkeitserklärung Israels wurden im Rahmen der Operation Yiftach durch die Operation Matateh (Operation Besen) die beiden Beduinen-Siedlungen angegriffen und erobert. Ein Teil der Bewohner von al-Zanghariyya flüchtete in das nachbarschaftliche Tuba, die meisten jedoch gingen nach Syrien. Die verlassenen Gebäude wurden am 17. Juni 1948 gesprengt. Heute liegen auf diesem Gebiet der Moschaw Elifelet und ein privater landwirtschaftlicher Betrieb namens Kare Desche.
Bis in die 1960er Jahre lebten die verbliebenen Beduinen in Tuba in ihren aus Schilf gebauten Zelten, heute ist jedoch ihre Gemeinde ein Dorf mit Steinhäusern, Moschee, Straßen sowie Wasser- und Elektrizitätsversorgung. 1988 wurde Tuba-Zangarija ein Lokalverband nach israelischem Gemeinderecht.

## Anschlag 2011
In der Nacht zum 3. Oktober 2011 erfolgte auf die Moschee von Tuba-Zangarija ein Brandanschlag, der wegen der Slogans an den Wänden des Gebäudes zu den price-tag-Anschlägen gezählt wird. Er soll Rache (der Preis) für einen Terroranschlag in Hebron vom September 2011 sein, bei dem zwei Israelis getötet wurden. Das offizielle Israel war geschockt, da einige der Bewohner der Gemeinde Teil der israelischen Streitkräfte (IDF) sind. Staatspräsident Schimon Peres und die Oberrabbiner der zwei jüdischen Gemeinden Aschkenasim und Sephardim, Jona Metzger und Shlomo Amar, fuhren am Tag nach dem Anschlag zu dem Ort des Geschehens, um ihr Bedauern über den Vorfall zum Ausdruck zu bringen.